# عبدالرحمان حافظ اسماعیل
عبدالرحمان حافظ اسماعیل (انگلیسی: Abdel Rahman Hafez Ismail; ۱۷ فوریهٔ ۱۹۲۳ – ۲۹ اوت ۱۹۸۴) بازیکن بسکتبال اهل مصر بود.